# Anna Pujol i Puigvehí
Anna Pujol i Puigvehí (Figueres, 16 d'agost de 1947) és una historiadora, professora i arqueòloga catalana. Filla de Jordi Pujol Salacruch i Anna Puigvehí Fàbrega, la seva tasca com a investigadora i escriptora aplega la protohistòria de Catalunya i d'Europa, les arrels de la gastronomia de Catalunya, i la traducció de llibres i estudis relacionats amb les dues temàtiques. Està vinculada al món editorial com a traductora tècnica de l'italià, de l'anglès i del francès d'obres d'història i d'història de l'art.
Llicenciada en Filosofia i Lletres per la Universitat de Barcelona (1970) amb la tesi Los Indiketes según las fuentes literarias y arqueológicas. Va doctorar-se amb la qualificació summa cum laude en Arqueologia i Història Antiga per la Universitat Autònoma de Barcelona amb la tesi doctoral La población prerromana del extremo nordeste peninsular. Génesis y desarrollo de la cultura ibérica en las comarcas gerundenses” (1981).
Ha estat professora d'Història Antiga i Protohistòria mediterrània a la Universitat Autònoma de Barcelona durant quinze anys i professora tècnica en diversos cursos internacionals. Ha estat professora de la Universitat Autònoma de Barcelona durant més de 15 anys, i professora col·laboradora d'Arqueologia i Història Antiga de la UOC (Universitat Oberta de Catalunya). És catedràtica d'Història d'Instituts d'Ensenyament de Secundària des de l'any 1981.
Ha excavat amb equips francoespanyols a jaciments de rellevància científica com el palau tartessic orientalitzant de Cancho Roano a Zalamea de la Serena (Badajoz) o el poblat gal·loromà de Bibracte (Mount-Beuvary, Nièvre, França), a més de nombroses excavacions de jaciments de diferents èpoques i tipologies d'Espanya, Catalunya (Ullastret, Empúries…) i Europa (Saint-Rémy-de-Provence, Bourges, Bordighera, Liguria…).
Organitzà les I i les II Jornades d'Arqueologia i Pedagogia al Museu d'Arqueologia de Catalunya els anys 1994 i 1996. Ha col·laborat amb l'ACCAT (Associació Conèixer Catalunya) i en el programa d'informàtica educativa (PIE) del Departament d'Ensenyament de la Generalitat de Catalunya, fruit del qual és el document informàtic sobre “Els ibers de Catalunya”.
És assessora científica de l'associació Amics dels Museus de Catalunya (des de 1974), col·laboradora científica de l'Índice Histórico Español des de 1973 i forma part de diverses associacions: ha sigut membre de l'Institut d'Arqueologia i Prehistòria de la Universitat de Barcelona i membre de l'Institut d'Estudis Catalans i patronats com el de Santa Maria de Vilabertran. Com a conferenciant ha impartit nombrosos cursos de postgrau a diverses universitats i institucions espanyoles i de l'estranger. Ha publicat nombrosos estudis sobre els moments més reculats de la història de Catalunya, tant de caràcter científic com de difusió i divulgació, en revistes com: Ampurias, Información Arqueológica, Revista de Estudios Extremeños, Annals de l'Institut d'Estudis Empordanesos, Pyrenae, Historia y Vida, Historia 16, Rutas del Mundo de la National Geographic Society, Revista de Arqueología o Scientific American.

## Obra[3]
Monografies
- La población prerromana del extremo nordeste peninsular: génesis y desarrollo de la cultura ibérica en las comarcas gerundenses (Barcelona: 1984), resum de la tesi doctoral.
- La población prerromana del extremo nordeste peninsular. Génesis y desarrollo de la cultura ibérica en las comarcas gerundenses (Consejo Superior de Investigaciones Científicas, Madrid - Universitat Autónoma de Barcelona: 1989 2 vols.)
- Arrels clàssiques de la cuina de la Catalunya Vella. D'Apici (s. I) a Josep Pla (s. XX) (Barcelona: 1997)
- Pujol Puigvehí, Anna. El Territori de Llançà a l'antiguitat.  Brau, 1998. ISBN 8488589581.

Obres didàctiques
- Departament d'Ensenyament i Cultura. L'Arqueologia a Catalunya, avui: Barcelona, Sala del Tinell i Capella de Santa Agata : Girona, Sant Pere de Galligants : Lleida, La Seu Vella : Tarragona, Museu Nacional Arqueològic.  Departament de Cultura de la Generalitat de Catalunya, 1982, p. 4.
- Pujol Puigvehí, Anna. Els Ibers : vida i cultura.  Barcanova, 1992. ISBN 8475337503.
- La Costa Brava. Guia-àlbum amb itinerari descriptiu (Barcelona, s.d).

Obres col·lectives
- AA.VV.. L'alimentació mediterrània.  Icaria Editorial, 1996, p. 57-72. ISBN 8474262887.

## Premis
- III Premi Castell del Joncar atorgat per l'Ajuntament de Figueres i la Societat Coral Erato de recerca històrica per l'estudi “El Ampurdán desde la colonización griega a la conquista romana. Según testimonio de los autores griegos y romanos contemporáneos” (publicat a Annals de l'Institu d'Estudis Empordanesos, 1977).[9][1]